# Victor Ramos Ferreira
Victor Ramos Ferreira (* 5. Mai 1989 in Salvador da Bahia) ist ein brasilianischer Fußballspieler. Er spielt seit Januar 2022 bei Chapecoense in seiner Heimat.

## Karriere
Ramos begann seine Karriere in der Jugendmannschaft des EC Vitória. In seiner ersten vollen Saison der ersten Mannschaft 2008 wurde der Verein Zehnter der höchsten brasilianischen Spielklasse, der Série A. Im August 2009 wechselte er nach Europa und unterschrieb bei Standard Lüttich. Sein Debüt für den damals amtierenden belgischen Meister gab er am 8. November 2009 gegen den FC Brügge. Ramos spielte durch, das Spiel endete mit einem 3:1-Sieg für Standard Lüttich. Elf weitere Einsätze folgten. Im Grunddurchgang der Meisterschaft wurde Platz acht erreicht. In den Play-offs um die Europa-League-Plätze belegte Standard in der Gruppe B Rang zwei. Des Weiteren kam der Verein bis ins Viertelfinale der Europa League. Der Brasilianer spielte in dieser Saison siebenmal im Europapokal (ein Mal in der UEFA Champions League, sechs Mal in Europa League). Ramos konnte sich aber nicht entscheidend durchsetzen und wurde in den Jahren 2011 bis 2013 in seine Heimat verliehen. 2014 erfolgte ein Wechsel nach Mexiko zum CF Monterrey. Auch hier erfolgten Leihgeschäfte, 2015 an Palmeiras São Paulo und 2016 an EC Vitória.
2017 wechselte Ramos fest in seine Heimat zu Chapecoense. Seitdem wechselte er ein bis zweimal im Jahr den Klub, kehrte aber nie in die oberste Spielklasse zurück.

## Erfolge
Vitória
- Staatsmeisterschaft von Bahia: 2009, 2013

Standard Liège
- Belgischer Pokalsieger: 2010/11

Palmeiras
- Copa do Brasil: 2015

	Chapecoense
- Staatsmeisterschaft von Santa Catarina: 2017